# 696
Cette page concerne l'année 696  du calendrier julien. Pour l'année 696 av. J.-C., voir 696 av. J.-C.
L'année 696 est une année bissextile qui commence un samedi.

## Événements
- 18 juin : révolte des Khitans contre la Chine (fin le 23 juillet 699)[1]. Ils razzient le Hebei, à la frontière chinoise. L’empereur Tang demande de l’aide au khan des Turcs T’ou-kiue Mo-tcho qui les écrasent en 697[2].

- La flotte byzantine commandée par le patrice Jean reprend provisoirement Carthage (fin en 697)[3].
- En Inde, le Châlukya Vijayaditya II (696-733) succède à son père Vinayaditya. Il combat les Pallava[4].
- Réforme administrative et monétaire dans l'empire arabe : Abd al-Malik impose l'arabe comme langue administrative[5].  Début de la frappe du dinar épigraphique, bannissant les représentations figuratives[6].
- Rupert, évêque de Worms, est appelé par le duc de Bavière Théodon Ier pour évangéliser le pays. Il fonde à Salzbourg (l’ancienne Juvanum des Romains, alors ruinée) le monastère Saint-Pierre, à l'origine de la ville[7].
- Révolte populaire contre les Juifs en Espagne : ils sont déclarés esclaves des chrétiens[8].
- Aucun évêque n’est mentionné à Lectoure, Saint-Bertrand-de-Comminges, Saint-Lizier, Aire et Autun de 696 à 762[8].